# Ailly-le-Haut-Clocher
Ailly-le-Haut-Clocher é uma comuna francesa na região administrativa de Altos da França, no departamento de Somme. Estende-se por uma área de 10,81 km². Em 2010 a comuna tinha 1 006 habitantes (densidade: 93,1 hab./km²).